# Spreitenbach

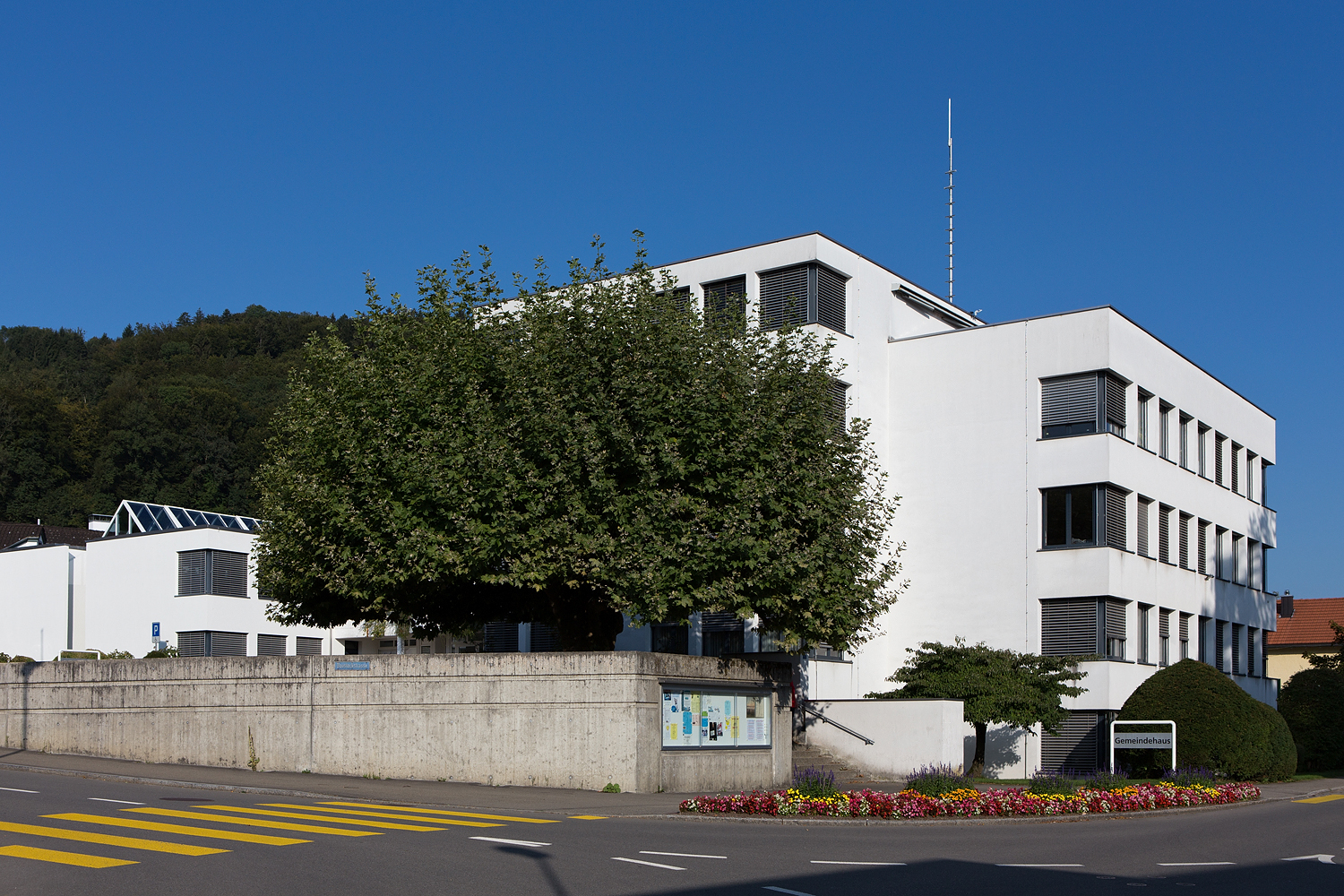
Kommunhuset i Spreitenbach år 2015.

Spreitenbach är en ort och kommun i distriktet Baden i kantonen Aargau i Schweiz. Kommunen har 12 512 invånare (2023). Spreitenbach ligger vid gränsen till kantonen Zürich.
En majoritet (71,8 %) av invånarna är tyskspråkiga (2014). En italienskspråkig minoritet på 5,6 % lever i kommunen. 34,9 % är katoliker, 13,2 % är reformert kristna och 51,9 % tillhör en annan trosinriktning eller saknar en religiös tillhörighet (2014).